# Ramón Laguarta
Ramón Laguarta (Barcelona, España, 1963) es un empresario y ejecutivo español. Nombrado director ejecutivo de PepsiCo en octubre de 2018, accedió al cargo tras la renuncia de su predecesora, Indra Nooyi. Es el sexto director ejecutivo en la historia de la compañía, y el primer director ejecutivo español de una gran multinacional estadounidense.

## Educación
Laguarta obtuvo un MBA en 1985 de la ESADE Business School en Barcelona y realizó un máster en Gestión Internacional por la Thunderbird School of Global Management, en la Universidad Estatal de Arizona en 1986.

## Carrera
Comenzó su carrera en Barcelona, en la compañía Chupa Chups, una empresa española de caramelos conocida por sus caramelos con palo. En enero de 1996 Laguarta se unió a la compañía PepsiCo, una multinacional que cuenta con marcas como Pepsi, Lays, Doritos, Gatorade, Tropicana, Mountain Dew o 7Up. Fue presidente de PepsiCo para Europa del Este y trabajó en ventas, marketing y otras funciones por toda Europa. Posteriormente, en 2014, Laguarta tomó la dirección ejecutiva de Europa y África Subsahariana, un enclave complejo que comprende tres continentes. 
Mientras trabajaba en Europa, Laguarta ayudó a liderar la adquisición en 2010 de la compañía rusa de lácteos y zumos Wimm-Bill-Dann, un acuerdo valorado en 5400 millones de dólares, la segunda mayor adquisición de la compañía tras la compra de Quaker Oats en 2001.
Laguarta fue nombrado presidente de PepsiCo en septiembre de 2017. Supervisó los grupos de categoría global de PepsiCo, sus operaciones globales, estrategia corporativa y funciones de políticas públicas y asuntos gubernamentales. Como resultado del ascenso, se mudó a los Estados Unidos.
La compañía anunció el 6 de agosto de 2018 que Laguarta ocuparía la función de CEO tras la renuncia de su antecesora, Indra Nooyi, que llevaba 12 años al frente de la multinacional. Nombrado miembro del consejo de administración de Pepsico, Laguarta, sexto CEO de la compañía creada en 1965, tomó posesión el 3 de octubre de 2018.
Laguarta se convirtió en presidente de la junta directiva el 1 de febrero de 2019. Ha trabajado en PepsiCo durante 24 años y sus puestos anteriores incluyen director ejecutivo para Europa y África Subsahariana, presidente de la región de Europa oriental de PepsiCo, vicepresidente comercial de PepsiCo Europe, director general de Iberia Snacks and Juices y director general de Greece Snacks. Desde que se convirtió en el director ejecutivo de PepsiCo, Laguarta estableció tres prioridades para liderar la empresa: acelerar la tasa de crecimiento orgánico de los ingresos de la compañía, convertirse en una empresa más fuerte y convertirse en una mejor compañía.
Como parte de convertir a PepsiCo en una mejor compañía, a Laguarta se le ha encomendado la tarea de poner en práctica un nuevo objetivo detrás de los planes de sostenibilidad de PepsiCo: ayudar a construir un sistema alimentario más sostenible. Bajo su liderazgo, la compañía centra sus esfuerzos y metas en la agricultura, el uso del agua, los plásticos, los productos, el cambio climático y los derechos humanos. 
Esto incluye el esfuerzo de la compañía para reducir las emisiones absolutas de gases de efecto invernadero en al menos un 20 % para toda su cadena de valor sobre un punto de referencia de 2015 (aproximadamente 30-35 millones de toneladas métricas de GEI), así como sus objetivos para 2025 de hacer que el 100 % de sus envases sean reciclables, de material orgánico o biodegradables y utilizar un 25 % de contenido de plástico reciclado en todos los envases de plástico. Laguarta también ha liderado intentos de reducir los desperdicios mediante la adquisición de SodaStream. A través de la expansión del negocio de SodaStream, se evitará la necesidad de unas 67 mil millones de botellas de plástico hasta 2025.

## Vida personal
Laguarta habla varios idiomas, entre ellos inglés, español, catalán, francés, alemán y griego. Está casado y tiene tres hijos.